# تجاوز به زنان اهل سابین

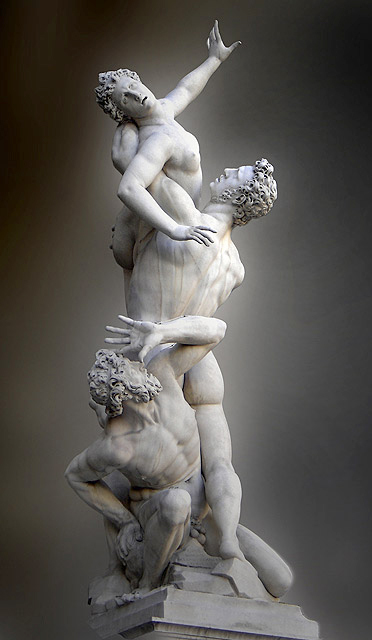
تجاوز به زنان اهل سابین، اثری از: جیووانی بولوگنا، روگرفتی از مجسمه‌ای در ایوان سرپوشیده دئی لانزی واقع در فلورانس، ایتالیا.

تجاوز به زنان اهل سابین، بخشی از تاریخ افسانه‌ای رم باستان است که طی آن، نخستین نسل از مردان رومی، برای خویشتن همسرانی از خانواده‌های سرزمین سابین، که در همسایگی آن‌ها قرار داشته، می‌ربایند (در این زمینه باید توجه داشت که کلمه تجاوز در اینجا، از ریشه raptio در زبان لاتین گرفته شده که بیشتر به معنای ربودن است و از آن، به جای معنای متداول امروزی کلمهٔ تجاوز که به مفهوم تعرّض جنسی می‌باشد، استفاده شده‌است).
این افسانه که توسط تیتوس لیویوس (در کتاب از پیدایش روم) و پلوتارک (در کتاب حیات مردان نامی) برای آثار هنری ارائه شده در عصر رنسانس و بعد از رنسانس، سوژه‌ای فراهم آورده بود که به مدد آن، هنرمندان ترکیبی از یک الهام بخش مناسب که از جسارت و شجاعت رومیان باستان حکایت داشت را، به همراه فرصتی برای به تصویر کشیدن تصاویر متعددی از افراد با لباس‌های نیمه برهنه، بدست آورده بودند، و بدینگونه مبارزه‌ای به شدت پرشور برای آنان رقم خورده بود. از جمله موضوعات قابل مقایسه با این داستان کلاسیک مربوط به عصر باستان، می‌توان به نبرد لاپیت‌ها و سنتاورس‌ها و همین‌طور موضوع معروف به آمازونوماچی که نبرد میان تسئوها با آمازونها اشاره نمود.

## داستان

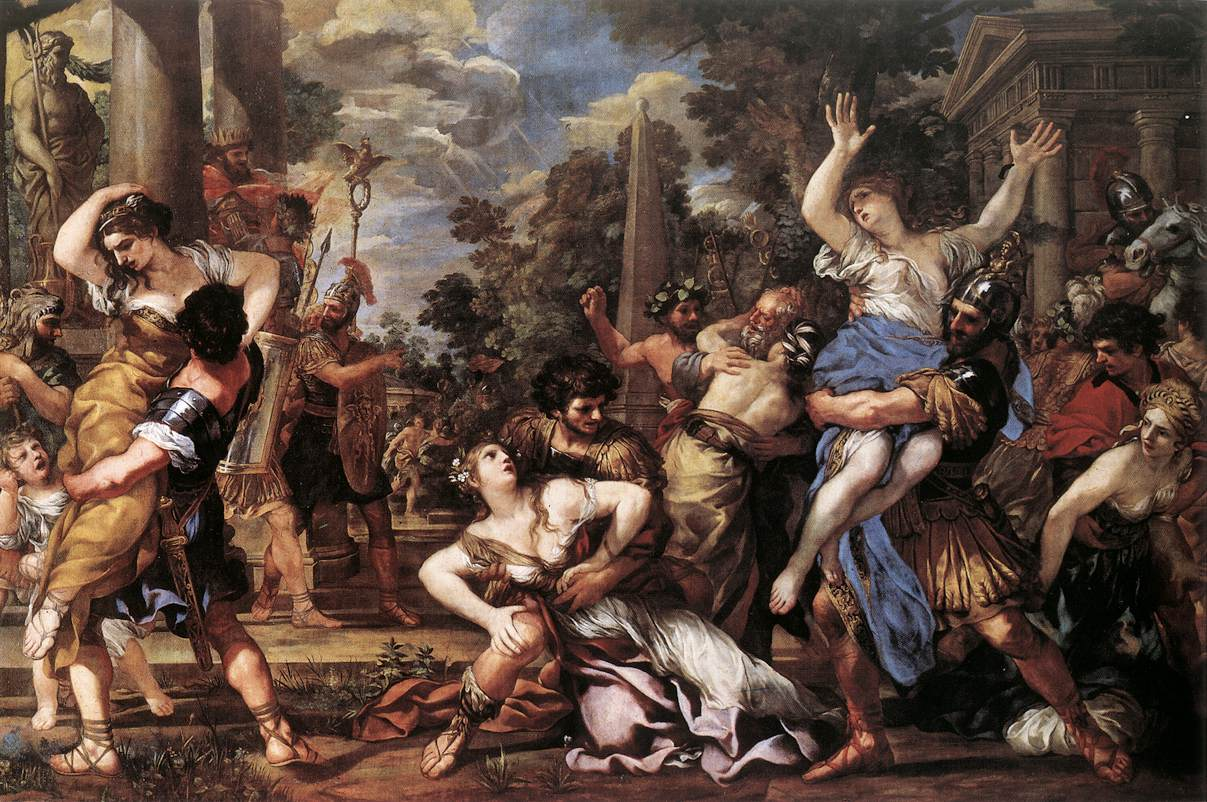
تجاوز به زنان اهل سابین، اثری از پیترو دا کورتونا، سالهای ۱۶۲۷ تا ۱۶۲۹

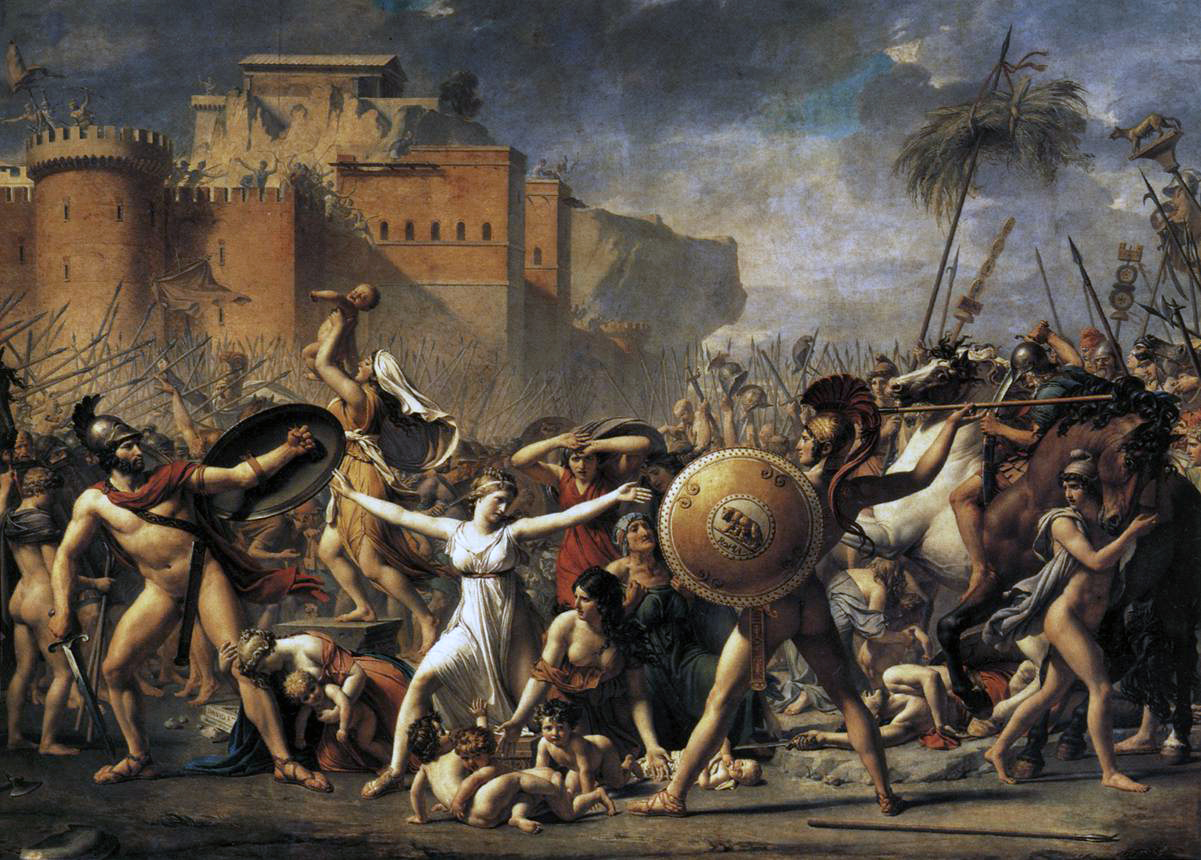
مداخله زنان اهل سابین، اثری از: ژاک لوئی داوید

ماجرای تجاوز به عنف به زنان سابینی، در نخستین ادوار تاریخ رم، و طی مدت کوتاهی پس از تأسیس رم، توسط رومولوس و پیروان او که عمدتاً از مردان بوده‌اند، رخ داده‌است. به همین دلیل این مردان به منظور اینکه برای خود خانواده تشکیل بدهند، در صدد جستجوی زنانی برآمدند. بدین ترتیب، رومی‌ها وارد مذاکراتی با سابین‌ها شدند، که تنها جمعیت حاضر در آن منطقه را تشکیل می‌دادند. مذاکراتی که البته ناموفق بود، چراکه سابین‌ها از ترس ظهور یک جامعه رقیب در جوارشان، از پاسخ مثبت به خواست رومی‌ها خودداری کردند و به زنان اهل سابین اجازه ندادند که به ازدواج با رومی‌ها تن در دهند، در نتیجه، رومی‌ها شروع به برنامه‌ریزی برای ربودن زنان اهل سابین نمودند.
بدین منظور، رومولوس جشنواره‌ای موسوم به نپتونِ سواره ابداع نمود و آن را کنسوالیا نامید، و برگزاری این جشنواره را به همسایگان روم اعلام کرد. بر طبق نوشتهٔ تیتوس لیویوس، در این جشنواره بسیاری از افراد سرزمین‌های همسایه رم حضور به هم رسانیدند، از جمله از ی آنتم‌ناتان و کروستومینان و کاینیننسان و همین‌طور بسیاری از سابینان. در حین برگزاری جشنواره، رومولوس علامت داد و مردان رومی با دیدن علامت رومولوس، زنان سابین را برداشته و ربودند و به مبارزه مردان سابین پرداختند. زنان ربوده شده، که از بابت ربوده شدن خویش خشمگین شده بودند، با خواهش و التماس رومولوس مواجه شدند، که از آنان می‌خواست که شوهران رومی خویش را بپذیرند.
رومولوس به زنان امکان انتخابی آزاد را داد و وعده کرد که این زنان سابینی از حقوق مدنی و اموال و دارایی برخوردار خواهند شد. بر طبق نوشته لیوی، او با تک تک زنان صحبت نمود، «و به این نکته اشاره کرد که آن‌ها در ازدواج خویش با همسایگانشان، به خاطر انکار حق والدین خویش، مدیون نخواهند بود. آن‌ها پس از ازدواج، به صورت زنانی محترم زندگی خواهند کرد، و در تمامی اموال و حقوق مدنی با سایر شارمندان مشترک خواهند بود، و اینکه: عزیزترین افراد، در میان تمامی طبایع بشری، مادران فرزندان مردان آزاد خواهند بود.

## روایت ویل دورانت

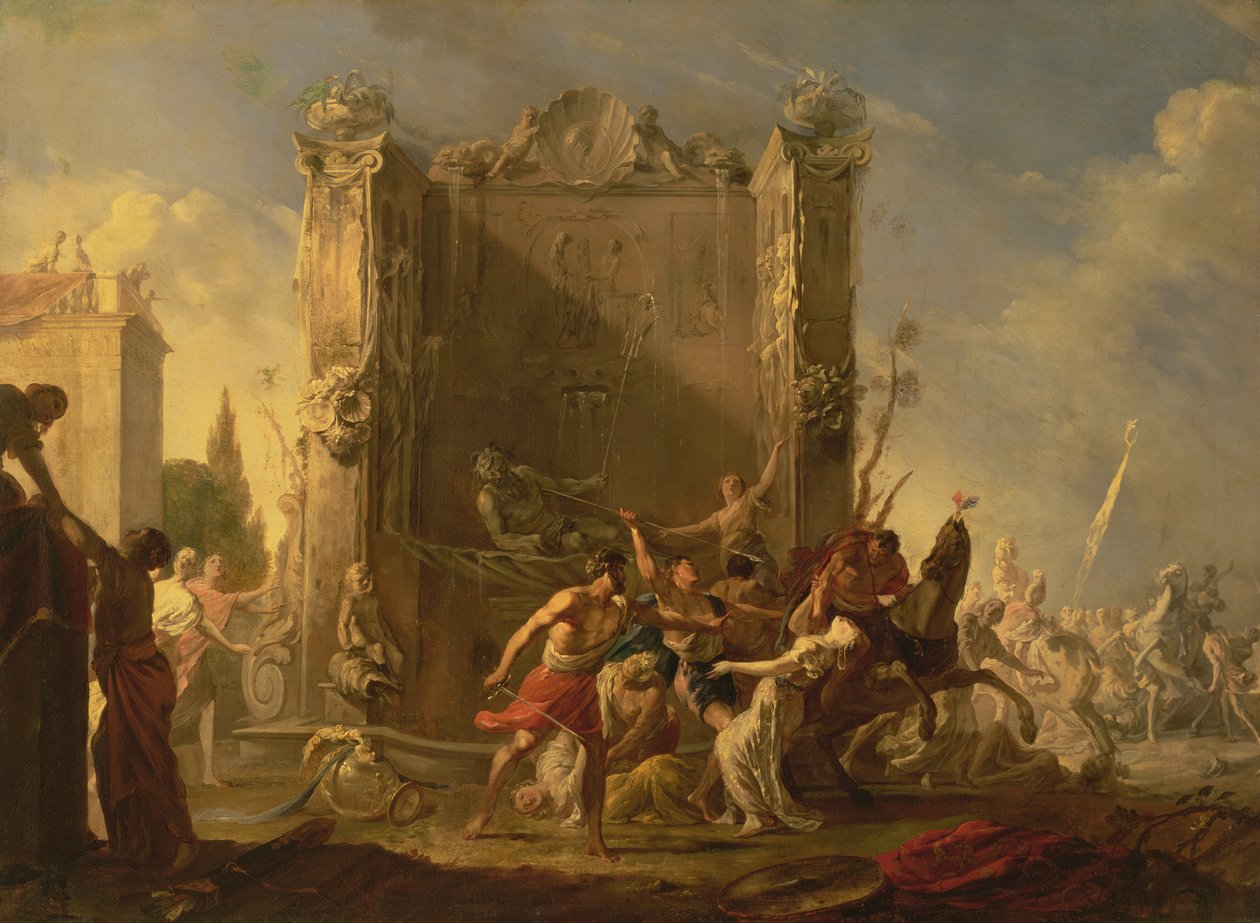
اثری از یوهان هاینریش شونفلد

در داستانهای کهن آمده‌است که رومولوس برای اینکه ساکنان رم را صاحب زن کند، مسابقاتی ترتیب می‌داد و سابین‌ها و طوایف دیگر را به آن مسابقات دعوت می‌کرد. در طی این مسابقات، رومیان زنان سابینی را به زور نگاه می‌داشتند و مردان را تار و مار می‌کردند. تیتوس تایتوس، پادشاه طایفهٔ سابینی کوریایی، به رم اعلان جنگ داد و به شهر تاخت. تارپیا، دختر یکی از سرداران رومی که پاسدار قلعه‌ای به روی تپهٔ کاپیتولینوس بود، [به خاطر عشق به سردار سپاه سابین]، دروازه قلعه را به روی مهاجمان گشود. رومیان او را به سزای این خیانت، میان سپرهای خود خرد کردند، و نسل‌های بعدی به صخره‌ای که محکومان را از آنجا به پرتگاه فرو می‌انداختند، نام صخره تارپیایی دادند.
چون سپاهیان تاتیوس، به نزدیک پالاتینوس رسیدند، زنان سابینی که اسارت را خوش نداشتند، به این بهانه اسباب ترک جنگ را فراهم کردند که: اگر کوریاییان جنگ را ببرند، آنان شوهران خویش را از دست خواهند داد، و اگر ببازند، پدرانشان را.
بدین ترتیب، رومولوس، تاتیوس را برانگیخت که هردو با هم حکومت کنند و، با پیوستن طایفهٔ خود به لاتین‌ها، مملکت واحدی را پدیدآورند؛ از آن پس آزادگان رومی را، کوریایی یا کویریایی نامیدند.
این افسانه شاید تا حدی به حقیقت نزدیک باشد. همچنین ممکن است که رومیان، به انگیزهٔ میهن‌پرستی، آن را برای پرده پوشی غلبه سابین‌ها بر رم، ساخته باشند.

## روایاتی دیگر
در یکی از روایات کهن نقل شده که ژانوس، با معجزه‌ای رم را از تهاجم سابین‌ها نجات داد و این اشاره به موضوع تجاوز به زنان سابین است، چراکه از زمانی حکایت دارد که رومولوس و یاران او زنان سابین را ربودند، و در مقابل تیتوس تاتیوس [که فرمانروای سابین بود] و سابین‌ها به شهر رم تاختند و در شبیخونی دختر نگهبان کاپیتول، یعنی تارپیا، شهر را به سابین‌ها تسلیم کرد. در این روایت، هنگامی که سابین‌ها (سابن) با بالا رفتن از بلندای کاپیتول، نزدیک بود که مدافعان را شکست دهند، به ناگاه به فرمان ژانوس، چشمه آب گرمی رو در روی آنان فوران می‌کند و سربازان سابین وحشت زده می‌گریزند و چنین بود که به یاد این اعجاز، در معبد ژانوس، همیشه در طی جنگ‌ها گشوده می‌شد تا ژانوس بتواند هر دم که ضروری بود، به یاری رومیان بشتابد و فقط در معبد، به هنگام صلح بسته بود.

## نمایش‌های هنری
افسانه تجاوز به زنان اهل سابین، در طول دوران رنسانس به عنوان نمادی از نقش و اهمیت اساسی پدیدهٔ ازدواج، در تداوم روند شکل‌گیری خانواده‌ها و فرهنگ‌ها درآمد، و به موضوع یا سوژه‌ای محبوب تبدیل شد. این موضوع همچنین نمونه‌ای نادر و کمیاب در میان موضوعات مرتبط با ژانر جنگ، که ژانری بسیار محبوب بود، محسوب می‌شد که در عین حال به هنرمندان اجازه می‌داد تا مهارت خویش را در توصیف بدن و اندام زنان، به نمایش بگذارند و آن‌ها را همان‌طور که مردان را به تصویر می‌کشیدند، در نهایت افراط به تصویر بکشند. افزون بر این، چنین موضوعی، می‌توانست هم مزایای ترسیم یک موضوع مذهبی را به همراه داشته باشد و هم در عمل مزیت‌های یک تم تحریک‌کنندهٔ جنسی را ارزانی کند. بدین ترتیب، موضوع تجاوز به زنان سابینی، به‌طور منظم در طی قرن پانزدهم، مضمون نقاشی‌های کازونی‌های ایتالیایی قرار گرفت و توسط هنرمندان متعددی به تصویر کشیده شد، و همچنین در اعصار بعد نیز، نقاشی‌های بزرگتر بدان اختصاص یافت. به عنوان موضوعی از موضوعات عهد جدید که با موضوع تجاوز به زنان سابینی، به لحاظ فرصت فراهم کرده برای هنرمندان، قابل مقایسه باشد، می‌توان به موضوع کشتار بی گناهان اشاره نمود.

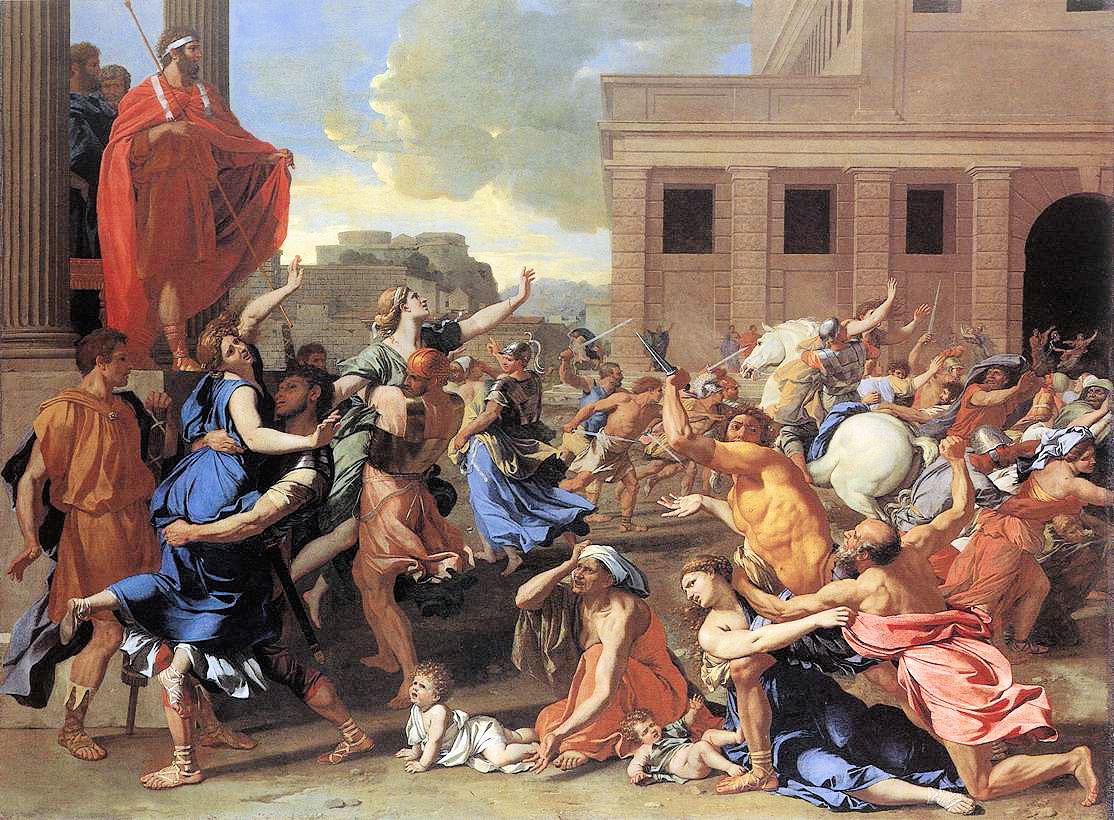
تجاوز به زنان اهل سابین، اثری از نیکولاس پوسین(۱۶۳۵–۱۶۳۴)، موزه متروپولیتن

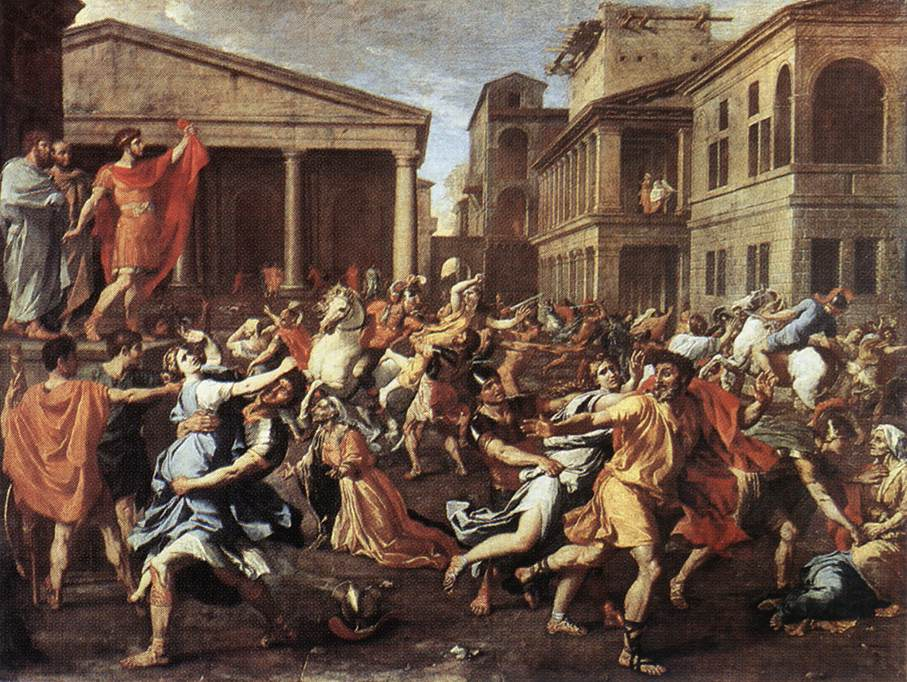
تجاوز به زنان اهل سابین، اثری دیگراز نیکولاس پوسین(۱۶۳۸–۱۶۳۷)، موزه لوور

نیکولا پوسین، دو نسخه اصلی و بزرگ از این موضوع خلق نمود، که این دو اثر، به وی توانایی دادند که شناخت دقیق و کامل خود از این واقعهٔ باستانی را به گونه‌ای بی نظیر، به نمایش بگذارد. وی در این تابلوها همچنین، تسلط خویش بر روابط پیچیده موجود میان شخصیت‌ها، طی برخورد دراماتیک با یکدیگر را نیز، نشان داده‌است. از دو تابلوی معروف نیکولاس پوسین، در حال حاضر یکی در موزه هنر متروپولیتن واقع است، که در فاصله سالهای، ۱۶۳۴ تا ۱۶۳۵ در رم خلق شده‌است. در این تصویر، رومولوس در سمت چپ تابلو، و در حالیکه مشغول علامت دادن برای ربودن زنان سابینی است، ترسیم شده‌است.

نسخه دوم، که مربوط به سالهای ۱۶۳۷ تا ۱۶۳۸ می‌باشد، در حال حاضر در موزه لوور به نمایش گذاشته شده‌است. هر چند برخی از چهره‌های اصلی، در نسخه دوم، مشابه نسخهٔ نخستین آم هستند، اما با این حال این موضوع، یعنی شباهت دو تابلو، برای بیننده آن‌ها خسته‌کننده نیست. طرح معماری ساختمان‌های مشهود در اثر، در تابلوی دوم به طرزی توسعه یافته تر، ترسیم شده‌است.

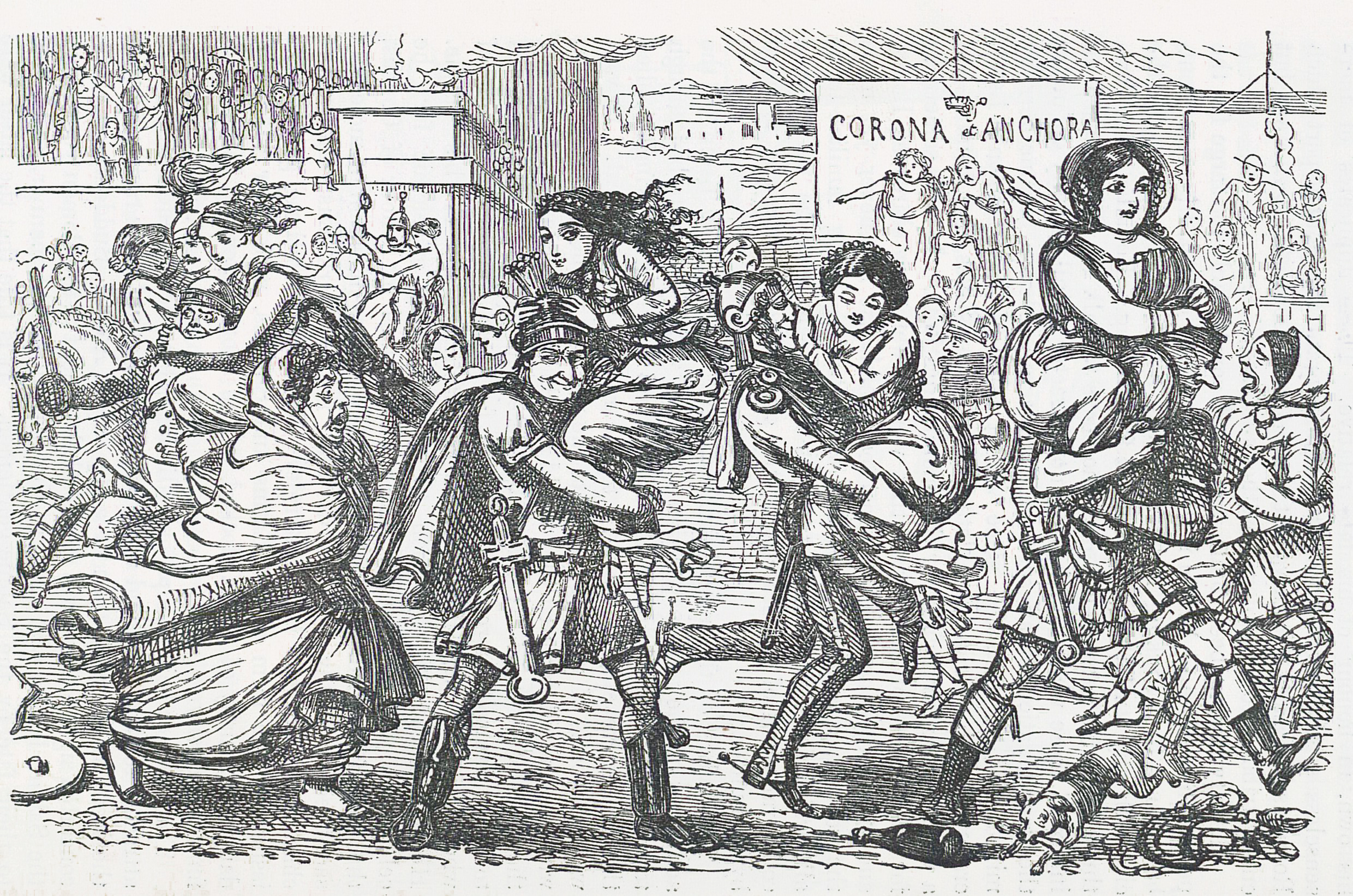
برداشتی طنزآمیز از افسانه تجاوز به زنان اهل سابین، اثری از جان لیچ

## ادبیات و هنرهای نمایشی
استفان وینسنت بنت، داستان کوتاهی به نام «زنان سابین» نوشت که در واقع تقلیدی طنزآمیز از این افسانه بود. بعدها اقتباسی از این نوشته به نام هفت عروس برای هفت برادر شکل گرفت، که اثری موزیکال بود. این اثر، داستان هفت برادر [هیزم شکن]، که در اراضی جنگلی اطراف شهر، [با فقر و فلاکت] زندگی می‌کردند، اما افراد صادق و نیکوکاری بودند. از این هفت نفر، یکی از آن‌ها ازدواج می‌کند، و در عین حال به تشویق دیگران می‌پردازد که به دنبال شرکای زندگی خویش بگردند. پس از این آن‌ها در جریان یک تجمع رعیتی، با دخترانی ملاقات می‌کنند که توجه آن‌ها را به خود جلب می‌نمایند، و جذب آن‌ها می‌شوند. آن‌ها شانس خود برای عشقبازیشان با دخترها را، از طریق تعقیب آنها، بخاطر مداخله بعدی مردان بومی، از دست می‌دهند. پس همانند آنچه که در رم رخ داده بود، آن‌ها نیز دختران را می‌ربایند. همان‌طور که در داستان اصلی نیز آمده، زنان ربوده شده در ابتدا از این بابت خشمگین می‌شوند، اما در نهایت آن‌ها برنده ماجرا هستند.
این داستان بوسیلهٔ لیدی کارلوتا نیز، به گونه‌ای طنزآمیز و با اعمال دگرگونی‌های تمسخرآمیز در شخصیت سازی، در داستانی کوتاه به نام ساکی مورد تقلید قرار گرفته و از روش شارتز - مترکلوم در پرورش آن بهره برده شده‌است.
در سال ۱۹۶۱ میلادی نیز، یک فیلم اسپانیایی با عنوان: «شمشیر و صندل»، بر اساس داستان تجاوز به زنان سابینی، ساخته شد که کارگردانی آن را آلبرت گات بر عهده داشت.
آخرین اثر اقتباسی که بر مبنای این افسانه ساخته شد، یک فیلم ویدئوی با عنوان: تجاوز به عنف به زنان اهل سابین بود، که فیلمی فاقد دیالوگ بود و در سال ۲۰۰۵، توسط اوا سوزمن و برای کمپانی روفوس تولید گردید.

## زمینه فرهنگی

نیکولو بامبینی، هنرمند قرن هجدهم، دست کم دوبار این موضوع را نقاشی کرده‌است

پژوهشگران به وجود تشابهاتی میان افسانه تجاوز به زنان سابین، با جنگ إآسیر-وانیر در اساطیر نورس، و همین‌طور مهاباراتا در اساطیر هندو اشاره کرده‌اند، که این تشابهات شواهدی در حمایت از ریشه‌های مشترک فرهنگ‌های نیا - هند و اروپایی، ارائه می‌کند، که بدان «جنگ توابع» گفته می‌شود[یعنی جنگ میان توابع و اجزای یک فرهنگ، که بعد به یکدیگر ملحق شده و فرهنگ و تمدن واحدی را پدیدمی‌آورند]. با توجه به این تشابهات، جی.پی. مالوری، اظهار می‌دارد که:
در واقع، به موازات حضور اولین شرکت‌کننده در جنگ (که همچون رومیان و رومولوس در این داستان ماهیتی سحرانگیز- منصفانه دارد) و دومین طرف آن (جنگجویان، که در اینجا جنگجویان سابین هستند)، حاصل نهایی جنگ این‌گونه نمایانده می‌شود که طرف پیروز جنگ، در نهایت مطیع و مقهور شخصیت و کارکرد گروه سومی می‌گردد، که به عنوان مثال، در این داستان، زنان سابین، یا در داستان دیگر، وانیرهای اهل نورس هستند. در حقیقت، در خود ایلیاد نیز، با چنین وضعیت مشابهی مواجه هستیم. ساختار نهایی این اسطوره‌ها، سپس چنان شکل می‌گیرد که سه طبقه اجتماعی از جوامع مرتبط با دودمان‌های اولیه هند و اروپایی، تنها پس از جنگ میان دو تا از آن‌ها و در مواجهه با طرف سوم، در یکدیگر ادغام می‌گردند.